# Спас-Нудольская волость
Спас-Нудольская волость — волость в составе Клинского уезда Московской губернии Российской империи и РСФСР. Существовала до 1929 года, центром волости было село Спас-Нудоль.
Под данным 1890 года в состав волости входило 27 селений. В селе Спас-Нудоль размещались волостное правление и фельдшерский земский пункт, в деревне Шарино училище Московского Воспитательного дома, в деревне Малое Семенково и селе Поджигородово земские училища.
По сведениям 1913 года в Спас-Нудоле находились 1-классное частное Морозовское училище, казённая винная лавка, 2 чайных лавки, кредитное товарищество и квартира полицейского урядника; в деревне Вертково и селе Поджигородово — земские училища; в деревне Большое Семенково — частная мельница и 2 чайных лавки; в деревне Степаньково — 2 чайных лавки и мукомольная общественная мельница; в деревне Тиликтино — Александро-Невский женский монастырь, 2 чайных лавки и мельница; в деревне Шарино — чайная и мелочная лавки, размещалось волостное правление.
В 1923 году в волости было 12 сельсоветов: Алексейковский, Вертковский, Волосовский, Кореньковский, Новинский, Поджигородовский, Родионцевский, Семенковский, Спас-Нудольский, Степаньковский, Тиликтинский и Шаринский, который в 1925 году был включён в состав Спас-Нудольского сельсовета.
Согласно Всесоюзной переписи 1926 года численность населения 36-ти населённых пунктов волости составила 4874 человека (2197 мужчин, 2677 женщин), в них насчитывалось 797 хозяйств, среди которых 742 крестьянских. В деревнях Вертково, Никитское, Тиликтино и селе Спас-Нудоль имелись школы, в последнем располагался волостной исполнительный комитет.
В ходе реформы административно-территориального деления СССР в 1929 году Спас-Нудольская волость была упразднена, а её территория вошла в состав Новопетровского и Солнечногорского районов Московской области.